# Proctonotus mucroniferus
Proctonotus mucroniferus är en snäckart som först beskrevs av Adler och Hancock 1844.  Proctonotus mucroniferus ingår i släktet Proctonotus och familjen Janolidae. Inga underarter finns listade i Catalogue of Life.